# Selles-sur-Cher
Selles-sur-Cher là một xã thuộc tỉnh Loir-et-Cher trong vùng Centre-Val de Loire miền trung nước Pháp.

## Dân số
| Năm | 1962  | 1968  | 1975  | 1982  | 1990  | 1999  | 2007  |
| --- | ----- | ----- | ----- | ----- | ----- | ----- | ----- |
| Dân số | 3 884 | 4 143 | 4 642 | 5 018 | 4 751 | 4 775 | 4 633 |
| From the year 1962 on: No double counting—residents of multiple communes (e.g. students and military personnel) are counted only once. |       |       |       |       |       |       |       |